# Système de balises byzantin

Tracé principal des balises entre Constantinople et les portes de Cilicie, à Loulon.

Le système de balises byzantin est le système sémaphorique de balises utilisé au IXe siècle, pendant les guerres arabo-byzantines, par l'Empire byzantin pour transmettre des messages de la frontière, qu'il partage avec le califat abbasside, à travers l'Asie Mineure jusqu'à la capitale byzantine de Constantinople.

## Histoire
Selon les sources byzantines, incluant Constantin VII Porphyrogénète, Théophane continué et Symeon Magister, la ligne de balises débutait à la forteresse de Loulon, à la sortie nord des portes de Cilicie, et se poursuivait sur le mont Argaios (identifié principalement sur Keçikalesı sur le Mont Hasan, mais aussi sur le Mont Erciyes près de Césarée), sur le mont Samos ou sur le mont Isamos (il n'est pas identifié, mais il s'agissait probablement au nord du Lac Tuz), sur la forteresse d'Aigilon (il n'est pas identifié, mais il s'agissait probablement au sud de Dorylaion), sur le mont Mamas (non identifié, Constantin Porphyrogenitus à Mysian Olympus à la place), sur le mont Kyrizos (quelque part entre le lac Ascania et le golfe de Kios, peut-être Katerlı Dağı selon W.M. Ramsay), sur le mont Mokilos au-dessus de Pylae, sur la rive sud du golfe de Nicomédie, (identifié par Ramsay avec Samanlı Dağı), sur le mont Saint Auxence (aujourd'hui Kayış Dağı) au sud-est de Chalcédoine (aujourd'hui Kadıköy) et, terminait sa course au phare (Pharos) du Grand Palais de Constantinople,. Ce tracé principal était agrandi et complété par des branches secondaires qui transmettaient les messages vers d’autres endroits, ainsi que le long de la frontière elle-même.
Le tracé principal des balises s’étendait sur environ 720 kilomètres. Dans les espaces ouverts et peu accidentés de l’Asie Mineure centrale, les balises ont été placées à un intervalle d’environ 95 kilomètres, tandis qu’en Bithynie, puisque le terrain est plus accidenté, les intervalles ont été réduits à environ 55 kilomètres.
Selon des experts et des expériences modernes, un message pouvait être transmis sur toute la longueur du tracé en environ une heure. Le système aurait été conçu lors du règne de l’empereur Théophile (qui a gouverné de 829 à 842) par Léon le mathématicien et fonctionnait à l’aide de deux horloges à eau identiques placées aux deux stations terminales à Loulon et au phare du Grand Palais de Constantinople. Différents messages étaient attribués à chacune des douze heures, de sorte que l’allumage d’un feu de joie sur la première balise à une heure particulière signalait un événement spécifique et était transmis sur toute la ligne jusqu’à Constantinople,.
Selon certaines sources byzantines, le système de balises a été mis hors service par le fils et le successeur de Théophile, Michel III (842-867). La raison donnée est que la vue des phares allumés, et donc la nouvelle d’une invasion arabe, pouvait distraire et alarmer le peuple et gâcher la performance de l’empereur, qui coursait en tant qu’aurige, lors des courses dans l’Hippodrome de Constantinople. Ce mythe est généralement rejeté par les experts modernes. Le consensus moderne est que cette histoire fut créée dans le cadre d’une campagne de propagande délibérée par des sources du Xe siècle désireuses de noircir l’image de Michel III en faveur de la dynastie macédonienne suivante,.
S’il y a bien une part de vérité dans le mythe, cela peut refléter une réduction ou une modification du système, qui peut être attribuée à l’éloignement du danger arabe sous le règne de Michel III. Les parties survivantes du système ou un tout nouveau tracé, mais similaire à l’ancien tracé semblent avoir été réactivées sous le règne de l’empereur Manuel Ier Comnène (1143–1180).